# Comuna Șagu, Arad
Șagu (în maghiară: Németság, în germană: Sagenthau, colocvial în germană: Dreispitz) este o comună în județul Arad, Banat, România, formată din satele Cruceni, Firiteaz, Fiscut, Hunedoara Timișană și Șagu (reședința).

## Date geografice
Situată în partea sud-vestică a județului Arad, pe DN 69, localitatea Șagu, reședința comunei cu același nume, se află la o distanță de 13 km de municipiul Arad și 37 km de municipiul Timișoara. Comuna Șagu se întinde pe o suprafață de 10602 ha, din care 9476 ha reprezintă terenul agricol. 
În componența administrativă a comunei se regăsesc următoarele localități: Șagu, Cruceni, Fiscut, Firiteaz și Hunedoara Timișană. 
Evidențiat ca o singură unitate geomorfologică, parte a Câmpiei Vingăi, arealul studiat prezintă trei trepte de relief: câmpia înaltă propriu-zisă, cu aspect de platou ușor ondulat de la E-NE spre V-SV, cu o pantă generală mai mică de 0,5%, altitudinea maximă absolută fiind de 170 m în estul satului Fiscut și cea minimă absolută de 125 m în vestul localității Șagu, prezentând o serie de microdepresiuni neuniform repartizate și o vastă rețea de văi de eroziune, versanții, care fac trecerea de la câmpia înaltă la văile de eroziune, de lungimi diferite, în majoritatea lor cu expoziție nordică și sudică, cu pante ce variază între 1-30% și văile de eroziune, care străbat radial teritoriul, imprimându-i un slab aspect de piemont, etalând o adâncime ce oscilează între 10–30 m, cu o densitate mai mare în partea estică, în perimetrul satelor Firiteaz, Fiscut și Hunedoara Timișană, cele mai importante fiind Valea Fibișului, V. Slatina, Apa Mare și V. Ardelenilor. 
Situat în cea mai mare parte în bazinul hidrografic al Begăi, bazinetul Fibiș-Beregsău și numai o mică parte, situată în nord-vestul perimetrului, aparținând de bazinul Mureșului, teritoriul comunei este străbătut de un singur curs de apă permanent, pârâul Fibiș, care prezintă un debit mic vara și viituri primăvara, în valea acestuia aflându-se numeroase depresiuni periodic înmlăștinate. 
În văile menționate anterior, în care debușează o serie de văi de mică importanță, cursurile de apă sunt intermitente, ele fiind periodic inundate de apele ce se scurg de pe versnți în perioadele ploioase, fapt ce a determinat executatea unor canale de dirijare și evacuare a acestora. 
Temperatura medie anuală este de 10,80C (stația Arad), iar precipitațiile medii anuale oscilează între 580–600 mm la Șagu, Cruceni și Hunedoara Timișană și între 620–640 mm la Fiscut și Firiteaz (Atlasul climatologic, 1966). Precipitațiile sunt neuniform reprezentate de-a lungul anului, înregistrându-se un maxim în lunile mai-iunie, în timpul perioadelor ploioase, cu mențiunea că în timpul ploilor torențiale se produc eroziuni pe versanți, inundații în văi și stagnări de apă în depresiuni. 
Arondat zonelor de silvostepă și de silvostepă în tranziție spre zona de pădure, teritoriul comunei este lipsit de păduri compacte, în urma defrișărilor sistematice. 
În mod izolat, vegetația lemnoasă este reprezentată de exemplare de Quercus cerris (cer), Q.robur (gorun), Acer campastre (jugastru), Tilia spp. (tei), Ulmus foliacea (ulm), Crataegus pentagyna (păducel), Cornus sanguinea (sânger), Evonymus europaea (voniceriu). 
În pâlcurile de arbuști, vegetația ierboasă cuprinde specii ca Tamus communis (fluierătoare), Polyfonum spp. (troscot), Lithospermum spp. (mărgelușă), iar în culturi, Agropyron repens (pir), Lolium perenne (raigras), Cirsium arvense (pălămidă), Rubus caesius (mur), Setaria viridis (mohor), Dactylis glomerata (golomăț). 
În pășuni și fânețe sunt prezente graminee precum Lolium perenne, Agropyron repens, Bromus inermis (obsigă), Dactylis glomerata și leguminoase ca Trifolium hybridum (trifoi), T. pratense (trifoi roșu), Lathyrus tuberosus (oreșniță), L. pratensis (lintea pratului), dar și buruieni ca Xanthium spinosum (holeră), Carduus acanthoides (spin), Euphorbia spp. (laptele câinelui). 
Prin gruparea unităților de teren (U.T.) din cartograma alăturată rezultă următoarele tipuri dominante de soluri : 
1. Cernoziomuri cambice vertice, 1-5: 17,5%; 

2. Cernoziomuri argiloiluviale, 6-9 (vertice pseudogleizate): 25,3%; 

3. Soluri brun-roșcate, 10-13 (vertice, vertice, pseudogleizate): 25,4%; 

4. Soluri brun-roșcate luvice, 14-17 (vertice pseudogleizate): 17,2% 

5. Soluri gleice și amfigleice, 18-21 (tipice, vertice): 12,1%; 

6. Erodisoluri, 22-23 (tipice, vertice): 2,5%. 

Terenul agricol al comunei se constituie din următoarele folosințe: arabil 7679 ha (81,1%), pășuni 609 ha (6,4%), fânețe 335 ha (3,5%%), vii 830 ha (8,8%) și livezi 23 ha (0,2%). 
Referitor la încadrarea în clase de calitate (fertilitate), pentru categoria de folosință "arabil", situația se prezintă astfel: cl I 4388 ha (46,3%), cl a II-a 1876 ha (19,8%), cl. a III-a 2008 ha (21,2%), cl. a IV-a 11278 ha (11,9%) și cl. a V-a 76 ha (0,8%). 
Factorii limitativi care influențează semnificativ calitatea învelișului de sol sunt dimensionați de rezerva de humus (mică pe 2,3% din suprafață), textura fină (80%), compactitate (66%), portanța redusă (17%), eroziunea de suprafață (2,7%), excesul de umiditate freatică (11%), excesul de umiditate stagnantă (foarte puternic 1,4%, puternic 30%, moderat 16%, slab 21%). 
Pentru combaterea limitărilor menționate se impun acțiuni de fertilizare ameliorativă radicală, executarea unor lucrări de afânare adâncă, executarea arăturilor pe curba de nivel, instalarea de benzi înierbate, combaterea excesului de umiditate prin drenaj de suprafață și drenaj cârtiță."

## Scurt istoric

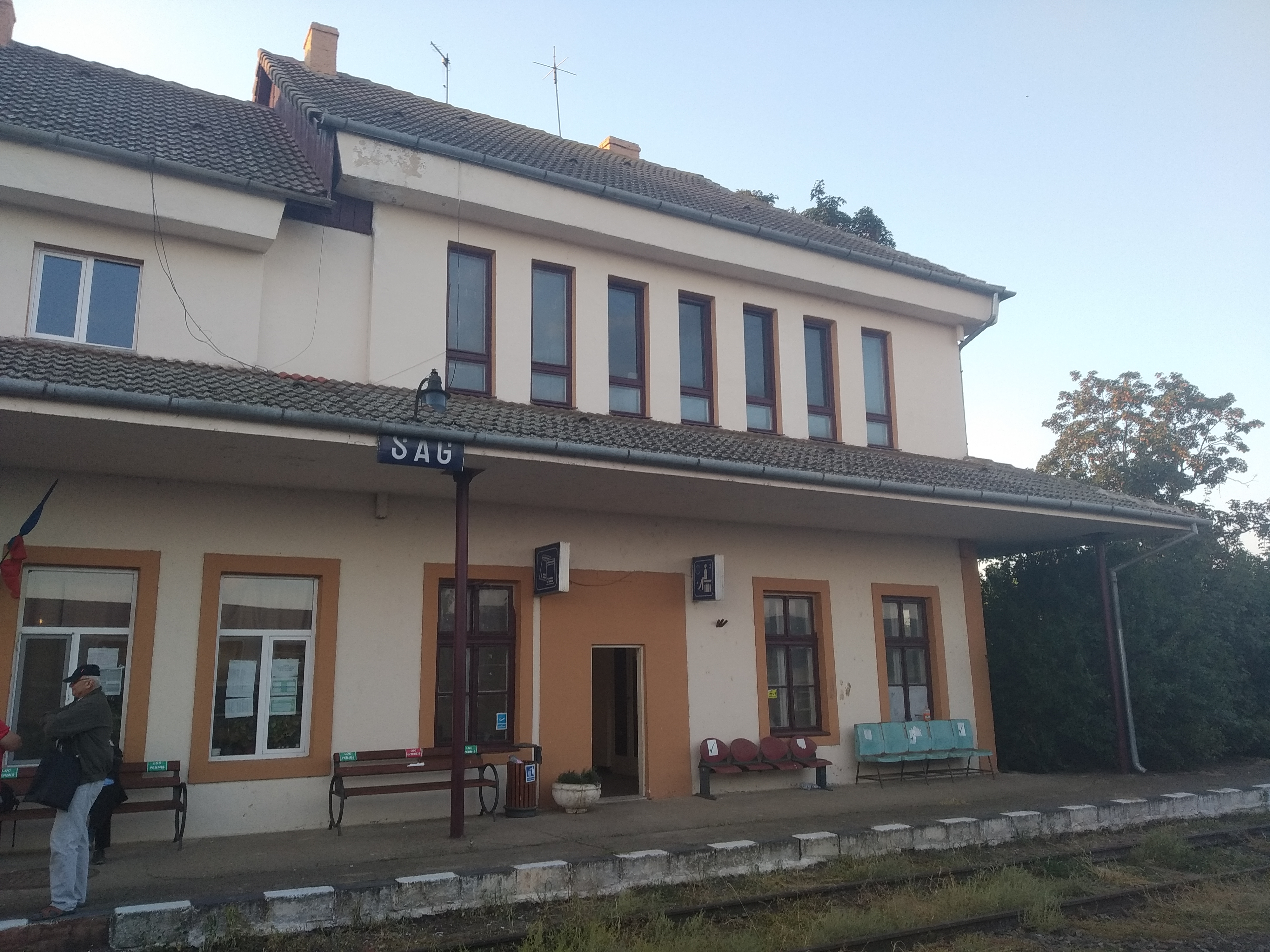
Gara

Deja în anul 1332, comuna a fost mentionata in registrele papei, sub numele de Mezeusag și Mezesag. Pe harta Müller (Comitat Csanadiensis) din anul 1709, comuna pe harta este notata cu numele de Schak, iar pe harta Contelui Claudius Florian von Mercy din 1723-25 este notata cu numele de Prädium Saag, pe o harta mai tarziu din 1761 este mentionata doar ca domeniu (Puszta). Primii proprietari de pamant au fost: 1489 Stefan Ethele, 1510 Peter Ravazdi și 1561 Johann Kassai. In primele registre de biserica numele apare ca Seegentau (1771/72), Segentau (1782), Segenthau (1784), Seegenthau (1829), Szegenthau (1830). 
De unde provine numele de Segenthau exact, nu s-a aflat nici pana în prezent. Nici de unde apare numele Dreispitz (care tradus pe romaneste înseamna tricorn), cum comuna este numita neoficial nu se poate spune cu exactitate. Exista unele încercari de a explica acesta, ca de exemplu: ca primii locuitori, au purtat palarii cu trei colturi, iar zona pamantului era împartita în trei colturi (e mai greu de tradus aici, cred ca se refera la hotar care cred ca are de a face cu pamanturile care le aveau). O alta explicatie spune ca numele ar proveni de la prima casa construita, anume a unui birt, a carui acoperis avea trei colturi. Ungurii au preluat numele vechi de Saag și l-au schimbat în Nemetsag, numele romanesc al comunei "Șagu" este o preluare a numelui din maghiara, mai bine spus e zis pe romaneste!
In august 1931 a avut loc sarbatoarea de 200 de ani a comunei. Ziarul "Aradul" din 16 august 1931 scrie : "...Sambata vor fi 200 de ani, de cand a fost înfiintata comuna Segenthau (Dreispitz). Luand în considerare timpurile grele și lipsa de bani, nu se va putea tine o petrecere prea mare a celor 200 de ani de la înfiintare, se va petrece în liniște și pe uscat (adica fără alcool)... 
Dupa cum scrie în cartea lui Karl von Möller Cum s-au înfintat comunele svabesti, anul înfiintarii comunei Segenthau (Șagu) ar fi fost 1731. Dar pentru aceasta nu exista nici pana azi o dovada clara. Nici în registrele de istorie din Aradul-Nou (incepand din 1725) nu se gaseste o însemnare despre comuna Segenthau (Șagu). 
Cu atat mai mult se gasesc în arhivele din Viena certificate, care dovedesc clar ca Segenthau (Șagu) s-a înfiintat în perioada Theresiana. Carl Samuel Neumann, Edler von Bucholt, a adus în anii 1770/71 primi colonisti germani în Șagu și a lăsat sa se construiasca primele 77 de case. Cele 75 de familii nemtesti, 320 de persoane, au venit din diferite zone ale Germaniei, cum ar fi: Elsass, Lothringen, Baden Württemberg, Bayern, Austria și din alte parti ale Germaniei de atunci. Dupa moartea Mariei Theresia (1780) a preluat fiul ei, Josif al doilea, conducerea. Pentru coloniștii germani asta a însemnat decizii grele pentru viitorul lor. Marea vanzare a satelor și pamanturilor lor, nu le mai sta acum nimic în drum. Dupa mai putin de zece ani de la înfiintarea ei, comuna Șagu a fost vanduta, cu om, cal și caruta, celui care a platit mai mult. Noii domni și proprietari au fost in 1781, baronii Stefan Atzel și Ignat Vörös. Acest lucru a fost desigur o cadere grava înapoi in feudalism și este cu atat mai uimitor pentru ca noul kaiser, Josif al doilea, este un adept al ideilor liberale, el anuland în anul 1781 legea iobagiei.
Șagu a avut și un castel frumos, în mijlocul unui parc, cu pomii batrani, iar camerele au fost mobilate cu mobile pretioase. A fost proprietatea familiei Atzel-Szapary și ocupata in 1918/19 de armata sarba. Iar cand sarbii au fost nevoiti sa plece au luat toata mobila cu ei. In 1924 castelul a fost demolat iar pe locul liber sau construit case. Castelul a fost situat pe locul urmatoarelor case: In gradina caselor cu nr 214 (acum camin) pana la casa cu nr. 287 și în locul caselor 304-315, iar in locul casei cu numarul 315 a fost un beci foarte mare, unde puteai sa intri cu caruta. In 1924 castelul care avea și un parc exotic, a fost daramat și pe acel loc s-au construit casele de acum. Cu anexarea Banatului la Romania și în Șagu s-a impus Legea agrara (1922-1925). Pentru aceasta au fost de folos pamanturile și proprietatile vaduvei contelui Stefan Szapari. S-au dat cate doua hectare de pamant celor care au luat parte la razboi și celor fără avere, orfanilor de razboi, invalizilor și taranilor fără avere, printre altii.
Cu cresterea populatiei a crescut și întinderea comunei, iar pamanturile care sunt lucrate fac cea mai mare parte din aceasta. Mașini de treierat au existat deja din 1900. La început s-au folosit mașini de abur pentru treierat, dar deja înainte de al doilea razboi mondial s-au folosit tractoare. Agricultura a fost mai mult axata pe cereale. Micii tarani au plantat tutun și vita de vie. Cu conectarea comunei la linia ferata Timisoara-Arad, in anul 1871 șagani au devenit mai mobili, cea ce sigur a avut o influenta pozitiva asupra economiei și șanselor în meserie. Așa multi șagani au invatat o meserie și au gasit de lucru în apropiere, în Aradul nou și Arad. Moara construita în 1912 și marita in 1932, nu a fost plasata doar în comuna, ci și în afara ei și macina în jur de un vagon pe zi.
Situatia economica grea a făcut ca unul sau altul dintre șagani sa plece in America la începutul secolului 20. Dar multi s-au întors dupa cativa ani înapoi acasa. Pentru ca viata grea a întreprinzatorilor mici și a celor fără avere sa nu mai fie așa grea, s-a infiintat în Șagu in 1908 un fel asociatie și a fost una dintre primele de acest fel din Banat. Scopul ei a fost în primul rand sa uneasca și impreuna sa fie totul mai ușor economic. Aceasta coperativa (hai sa o numim asa) a înfiintat o banca, a construit o hala de lapte și a deschis doua magazine și ele fiind, cred construite de asemenea (nu este explicat daca construite din temelii sau în case care deja existau, așa cum s-a făcut de exemplu dupa 1990).
Pentru ca viata culturala sa se dezvolte, s-a aranjat o biblioteca în localul din sat (nu știu exact aici despre ce local e vorba) cu o camera pentru citit. Din 1936 nici comuna noastra, ca și celelalte comune din Banat cu populatie germana, nu a putut sa se apere de influenta partidului nazist. Așa denumirea de comunitate a primit un alt nume și anume acela de grup.
Secolul 20 a adus multor șagani și perioade de trai foarte bune, dar și multa durere și suferinta. Așa a avut Șagu 51 de morti cazuti in Primul Război Mondial. Dar mai grave și groaznice sunt pierderile din al Doilea Război Mondial. Atunci cand Romania s-a alaturat Germaniei, in razboiul impotriva rușilor, multi șagani, baieti tineri, au ajuns pe frontul de est. Dupa acordul din 1943 între Romania și Germania, multi dintre șagani (care erau toti de etnie germana) au fost scosi din armata romana și au ajuns in Wehrmacht-SS. In comuna, caii și carutele au fost luate și folosite pentru razboi. Pamanturile, lucrul cel m-ai greu, au fost prelucrate în aceasta perioada de femei și copii. Pentru Romania, al doilea razboi mondial a luat sfarsit in 23 august 1944. Pentru comunitatea germana, avea însa sa înceapa, cel mai trist capitol din istorie. In Șagu au avut loc cateva schimburi de focuri între armata romana și cea ungara, în care s-a tras asupra turnului bisericii, doi șagani și un ungur au fost ucisi.
In a doua parte a lunii septembrie 1944, a sosit o avangarda a Armatei rosii in Șagu, iar cateva saptamani mai tarziu au rulat tancurile pe strazile din Șagu. O unitate scolara de conducere a Armatei rosii cu cateva mii de soldati s-au cazat pentru cateva luni în Șagu. S-au cazat in casele de pe strada cu biserica (catolica), locuitorii fiind evacuati. Șagu a avut 75 de soldati cazuti, în armata romana și germana, în al doilea razboi mondial. Si sub populatia civila au existat 4 morti. Un destin groaznic avea sa cutremure societatea comunei dupa 1945, atunci cand fiecare femeie cu varsta intre 18 și 30 de ani și fiecare barbat cu varsta intre 17 și 45 de ani, au fost duși la munca silnica, în minele și colhozurile din fosta Uniune Sovietica. 30 de șagani au murit de foame sau accidente de munca și nu s-au mai intors niciodata de acolo de unde au fost deportati! Dupa legea de reforma a pamanturilor din 1945, populatia germana din Romania, a fost acuzata de conlucrare cu Germania hitlerista și învinovatita de crime de razboi! Prin aceasta lege au fost expropriati și li s-a luat tot (pamanturile, tractoare, animalele, alimentele, etc) etnicilor germani. Si casele au fost luate, iar unele au trebuit sa fie eliberate pentru colonisti. Noii colonisti fiind: familii de romani din patria veche, fosti servitori și tarani. Sistemul de economie privat a inceput din anul 1946, pas cu pas și fără opreliști, sa fie desfintat și înlocuit cu cel colectiv, așa economia socialista a început sa fie promovata. Cu desproprietarirea și luarea de drepturi a populatiei, a luat startul desradanicirea. Iar cu trecera bunurilor private la statul roman, au fost înfintate primele întreprinderi agricole de stat (IAS), aici gasindu-si multi sagani desprioprietati de munca.
Si colectivizarea pamanturilor a început sa ia contur, așa s-a înfintat in 1949/50 colectivul "Scanteia Șagul". Din 1948 au început sa treaca la stat și micile firme private a meseriașilor, iar ca urmare majoritatea șaganilor și-au cautat de munca în Arad sau Timisoara. Incepand din anul 1956, situatia politica a început sa se normalizese, iar bastinasii nemti si-au primit casele înapoi, pentru ca romanii, cu ajutorul statului, sa-si construiasca casele lor proprii. Am conlucrat împreuna (aici se refera la sateni nemti și romani), iar economia a început sa creasca putin. Șagu fiind o comuna, a primit devreme un doctor, un dentist și a fost înfiintata o unitate veterinara. 
Pana în anii 1970 lucrurile bune și cele rele au avut urcușuri și coborașuri, mai ales in ce priveste politica etniilor nationale. Au avut loc evenimente negative și dureroase, cum ar fi deportarea dupa al doilea razboi mondial, totala desproprietarire, schimbarea economiei în una socialista, astfel nu s-a mai putut opri decaderea și ruperea fostei legaturi stranse a societatii comunei. Instrainarea comunei, pierderea poprietatilor și tendintele de asimilare, au fost motivele principale de a întoarce spatele comunei și de a pleca a multor germani. Majoritatea locuitorilor nu au mai vazut posibil sa le ofere un viitor copiilor lor ca și nemti (dezavantajati de sistemul comunist). Plecarea în Germania și în America pentru reîntregirea familiei a început la sfarsitul anilor 50. Devreme a început dezmembrarea comunei majoritare de etnie Germana. A avut loc o puternica reîntoarcere în Germania (cca 70 persoane) între anii 1971/72, dintre care multi au platit bani pentru a fi liberi. 
Dupa caderea comunismului, începand cu anul 1990, aproape toti etnicii germani au facut pasul și au plecat din tara. In urma au rămas vreo 16 persoane din casatorii mixte. Majoritatea saganilor de etnie germana locuiesc acum in Germania, in orașele Rastat, Frankenthal, Göppingen și Aschaffenburg.
In perioada comunista, în fosta comuna șvabeasca Segenthau, s-au mutat multe familii din toata Romania, printre care multi fără chef de lucru și fără prea mare interes în curatenia și prosperitatea comunei. In acest fel, repede economia și cultura comunei au luat-o la vale. Situatia s-a îmbunatatit dupa caderea comunismului, pentru ca statul a vandut casele nemtilor (pana atunci date in chirie) locuitorilor satului, noii proprietari refacandu-le și reconstruindu-le, iar prin asta înfatisarea satului s-a schimbat. Din fostele case traditionale svabesti, nu se mai disting multe! Case colorate și acoperisuri trase in jos în tipicul caselor romanesti, domina acum peisajul comunei. Nu mai este înfatișarea acelei comune initial svabesti, avand în vedere majoritatea locuitorilor romani care locuiesc azi in Șagu.

## Demografie
Componența etnică a comunei Șagu
     Români (82,68%)
     Romi (6,94%)
     Maghiari (1,63%)
     Alte etnii (1,11%)
     Necunoscută (7,64%)
Componența confesională a comunei Șagu
     Ortodocși (76,83%)
     Penticostali (4,69%)
     Baptiști (4,37%)
     Romano-catolici (3,57%)
     Alte religii (2,43%)
     Necunoscută (8,1%)
Conform recensământului efectuat în 2021, populația comunei Șagu se ridică la 3.863 de locuitori, în creștere față de recensământul anterior din 2011, când fuseseră înregistrați 3.776 de locuitori. Majoritatea locuitorilor sunt români (82,68%), cu minorități de romi (6,94%) și maghiari (1,63%), iar pentru 7,64% nu se cunoaște apartenența etnică. Din punct de vedere confesional, majoritatea locuitorilor sunt ortodocși (76,83%), cu minorități de penticostali (4,69%), baptiști (4,37%) și romano-catolici (3,57%), iar pentru 8,1% nu se cunoaște apartenența confesională.

## Politică și administrație
Comuna Șagu este administrată de un primar și un consiliu local compus din 13 consilieri. Primarul, Emilia Brăneț[*], de la Partidul Național Liberal, este în funcție din 2004. Începând cu alegerile locale din 2024, consiliul local are următoarea componență pe partide politice:
|  | Partid                          | Consilieri | Componența Consiliului | Componența Consiliului | Componența Consiliului | Componența Consiliului | Componența Consiliului | Componența Consiliului | Componența Consiliului | Componența Consiliului | Componența Consiliului |
|  | ------------------------------- | ---------- | ---------------------- | ---------------------- | ---------------------- | ---------------------- | ---------------------- | ---------------------- | ---------------------- | ---------------------- | ---------------------- |
|  | Partidul Național Liberal       | 9          |                        |                        |                        |                        |                        |                        |                        |                        |                        |
|  | Alianța Dreapta Unită           | 2          |                        |                        |                        |                        |                        |                        |                        |                        |                        |
|  | Partidul Social Democrat        | 1          |                        |                        |                        |                        |                        |                        |                        |                        |                        |
|  | Alianța pentru Unirea Românilor | 1          |                        |                        |                        |                        |                        |                        |                        |                        |                        |

## Personalități născute aici
- Áron József (1871 - 1937), tatăl poetului maghiar Attila József.